# Брязкало
Бря́зкало, або брязкальце, рідше брязкітка, розм. гу́ркало — примітивний дитячий український шумовий музичний інструмент.

## Конструкція
Тонкі металеві бляшки, що видають музичний шум, коли ними потрушують. Такі пластинки знайдено під час розкопів Олександропільського кургану. Зроблено їх зі срібла у вигляді листків, що висять на гіллі дерев. Такі брязкала нині навішують на обруч бубна зсередини інструмента.